# Manurhin MR 73
Manurhin MR 73 — французский револьвер с УСМ двойного и одинарного действия под патроны .357 Magnum и .38 Special.
Производится компанией Manurhin и доступен с длиной ствола 2,5", 2,75", 3", 4", 4,25", 5,25", 5,75", 6", 8" и 10".
После Второй мировой войны французская полиция постепенно столкнулась с серьёзной угрозой. Огнестрельное оружие военного образца, оставшееся после оккупации и освобождения, использовалось преступниками, чтобы превзойти по огневой мощи сотрудников полиции. В результате французские полицейские агентства постепенно приняли идею вооружения своего персонала, традиционно вооружённого пистолетами со свободным затвором под патрон .32 ACP, пистолетами с закрытым затвором и крупнокалиберными револьверами под патроны 9×19 мм Parabellum и .357 Magnum.
Представленный в 1972 году, MR 73 был разработан для использования тактическими подразделениями полиции и известен тем, что ранее был стандартным табельным оружием французской национальной жандармерии, а также своей наступательной функцией и использованием тактическими подразделениями французской полиции, такими как GIGN и RAID национальной полиции. Также использовался военными, полицией и вооружёнными группами в других странах мира, в основном в бывшей Французской колониальной империи.

## Технические характеристики
MR 73 имеет высокую точность, поставляется с собственной заводской мишенью для испытаний, на дальности до 25 м.
MR 73 имеет регулируемое усилие спуска как в режимах двойного, так и одинарного действия, что является особенностью других высококачественных револьверов, например, произведённых компаниями Korth и Janz. Эти регулировки не изменяют жёсткость боевой пружины, обеспечивая надёжное воспламенение капсюля. Это достигается за счет использования отдельной плоской пружины, управляющей спусковым крючком. Эта вторая пружина воздействует на ролик, уменьшая трение, перемещает спусковой крючок вперёд после выстрела и поднимает предохранительный блок, предотвращая случайный выстрел патроном из-за носика курка. Пружина, ползуны и ролик в спусковом механизме требуют тщательной ручной подгонки и полировки компонентов во время сборки для получения желаемого механического взаимодействия. Конечный результат — очень плавный и стабильный спуск. Хотя срок действия патентов истёк несколько десятилетий назад, ни один другой производитель револьверов не пытался использовать ударно-спусковой механизм MR 73. MR 73 требует более 12 часов ручной сборки на заводе, что делает его примерно на 50% дороже, чем конкурирующие модели, производимые в США.
Рама, барабан и ствол MR 73 изготовлены из стали, сертифицированной по стандартам боеприпасов. Эта сталь с высоким пределом текучести трудно поддаётся обработке, но обеспечивает механическую прочность для надёжного интенсивного использования в сочетании со значительным усилием затвора, создаваемым боеприпасами калибра .357 Magnum, соответствующими требованиям CIP, такими как 158 граммовые боеприпасы Norma, используемые GIGN.
Камеры цилиндров обработаны методом ударной обработки, что делает их гладкими как стекло и чрезвычайно прочными. Заводские испытания производятся с использованием патронов калибра .357 Magnum для каждой камеры цилиндра, что создает давление на 30% больше, чем максимально допустимое давление CIP для патрона Magnum. Завод гарантирует, что цилиндр не разорвётся, не вздуется и не деформируется при использовании патронов .357 Magnum, которые вдвое превышают CIP 300.000 МПа, что означает, что цилиндр может выдержать 600.000 МПа или 43,5 тонны на квадратный дюйм).
Стволы изготавливаются методом холодной ковки. Нарезка формируется в процессе ковки, что исключает необходимость нарезки нарезов как отдельного этапа производства. Это создает чрезвычайно твёрдую и микроскопически гладкую внутреннюю поверхность ствола.
Редкой инновационной особенностью револьверов MR 73 является сменный барабан, который можно приобрести как опцию вместе с новым револьвером или как аксессуар на вторичном рынке, позволяющий стрелять патронами 9×19 мм Parabellum. В цилиндре под патрон 9×19 мм Parabellum используется система Pilorget, в которой используется выталкиватель, окаймлённый эластичной рояльной проволокой, которая входит в паз выталкивателя. Для переделки барабанов под патроны .357 Magnum/.38 Special в барабаны под патроны 9×19 мм Parabellum требуется отвёртка. Однако, поскольку патроны 9×19 мм Parabellum классифицируются французским законодательством как боеприпасы военного назначения, с начала 1980-х годов цилиндрические барабаны под 9×19 мм Parabellum стали недоступны во Франции.
Компания HKS производит ускоритель заряжания (модель 10A) для использования с патронами калибра .38, .357 и 9 мм.

## На вооружении
- Австрия: Использовался спецподразделением EKO Cobra[6]
- Буркина-Фасо[7]
- Камерун[7]
- Чад[7]
- Египет[8]
- Франция: GIGN и RAID
- Габон[7]
- Кот-д’Ивуар[7]
- Малайзия: RELA[7]
- Мали: Народно-освободительное движения Азавада[9]
- Маврикий[7]
- Нигер[10]
- Сенегал[7][11]
- Сейшельские Острова[7]
- Того[7]